# Décès en janvier 1950
Décès
- 1946
- 1947
- 1948
- 1949
- 1950
- 1951
- 1952
- 1953
- 1954

Pour une information complémentaire, voir la page d'aide.

| Date       | Nom                               | Pays                   | Activités                             | Âge | Source |
| ---------- | --------------------------------- | ---------------------- | ------------------------------------- | --- | ------ |
| 7 janvier  | Alfonso Daniel Rodríguez Castelao | Drapeau de l'Espagne   | Écrivain et homme politique espagnol. | 63  |        |
| 12 janvier | John M. Stahl                     | Drapeau des États-Unis | Réalisateur américain.                | 63  |        |